# Университет Буэнос-Айреса
Университет Буэнос-Айреса (исп. Universidad de Buenos Aires, UBA) — государственный университет в Буэнос-Айресе, крупнейший университет Аргентины и вообще Латинской Америки. Финансируется государством, но считается автономным, светским и бесплатным.
Мировой рейтинг университетов QS в 2018 году назвал университет Буэнос-Айреса лучшим в стране и 64 в мире. В мировом масштабе международные рейтинги университетов (в том числе Академический рейтинг университетов мира, также известный как Шанхайский рейтинг) ставят университет в число первых 100, а в некоторых областях — первых 200.

## История
Университет Буэнос-Айреса был официально открыт 12 августа 1821 года указом губернатора провинции Буэнос-Айрес генерала Мартина Родригеса, подготовленным Бернардино Ривадавией, министром его правительства. На церемонии открытия, которая состоялась в церкви Сан-Игнасио, присутствовали Ривадавия и священник Антонио Саенс, которого назначили первым ректором университета и который был сторонником переноса акцента в высшем образовании с религии на естественные и точные науки. В новый университет были включены уже существующие на тот момент учебные заведения. В 1822 году он состоял из следующих кафедр, предшественников нынешних факультетов:
начального образования, подготовительного образования, точных наук, медицины, права и теологии.
- Бернардино Ривадавия
- Антонио Саэнс
- Ректорат UBA, ок. 1900
- Первое здание UBA (исп. Manzana de las Luces), ок. 1920

Во времена правления генерала Хуана Мануэля де Росаса бесплатное образование было отменено. Тем не менее, университет продолжил работу, хотя число студентов значительно снизилось. Но в 1852 году, после поражения Росаса в битве при Касеросе и падения его диктатуры, университет получил новый импульс. Стали приглашаться известные профессора из Европы, такие как Бернардино Спелуцци (университет Павии), Эмилио Росетти (университет Турина), Пеллегрино Стробель (университет Пармы). Кафедра точных наук в 1869 году выпустила 12 первых аргентинских инженеров.
В 1881 году, когда Буэнос-Айрес стал федеральной столицей, университет попал под контроль государства. В конце XIX века (период т. н. «поколения восьмидесятых», исп. Generación del '80') значение и престиж университета в Аргентине значительно выросли.
Времена экономического процветания страны в целом и её столицы в частности в начале XX века сделали высшее образование доступным широким слоям населения. Как отражение этого процесса, в 1918 году группа студентов Национального университета Кордовы инициировали и распространили по всей Латинской Америке (и, в некоторой мере, в Испании) политико-культурное движение, получившее название «Университетская реформа». Среди её принципов были автономия университетов, совместное управление, демократизация, периодическое замещение кафедр на конкурентной основе.
В ходе ряда военных переворотов и периодов гражданского правления XX века университет претерпевал различные реорганизации и вмешательства со стороны правящих режимов: отменялись и вновь вводились автономия, плата за обучение, цензура — вплоть до репрессий против студентов и профессуры, из-за которых некоторые учащиеся были изгнаны из стен ВУЗа, а ряд преподавателей были вынуждены эмигрировать.
С установлением гражданского правления в 1983 году аргентинские университеты вернулись к модели управления, основанной на принципах университетской реформы 1918 года.
Поступление и обучение бесплатны как для аргентинцев, так и для иностранцев. В декабре 2023 г. действующий президент страны Хавьер Милей внес в парламент законопроект, одна из норм которого давала государственным университетам право вводить платное обучение для иностранцев, но норма была отвергнута парламентом. Иностранным студентам из России для прохождения обучения необходимо предъявить три документа: заграничный паспорт, сертификат на знание испанского на уровне С1 (SIELE, SELU, SEI) и диплом о полном российском среднем образовании (11 классов), либо о средне-специальном. Диплом необходимо перевести в Аргентине (примерный срок 1 месяц), в провинции Буэнос-Айрес в коллегии переводчиков, а затем онлайн конвалидировать в Министерстве образования Аргентины (примерный срок 1 месяц). Запись в университет проводится два раза в год, в феврале и в конце июля. Начало обучения в апреле и августе. Зачисление в университет дает право на получение временного ВНЖ в Аргентине сроком на год, с возможностью продления и получения постоянного ВНЖ через три года обучения. 
23 апреля 2024 г. в Буэнос-Айресе состоялся университетский марш, организованный руководством UBA в защиту бесплатного высшего образования и за увеличение финансирования университета, в мероприятии приняли участие около 430 тыс. человек. Причина марша: пришедший в декабре 2023 г. к власти президент Хавьер Милей распорядился оставить финансирование UBA на уровне 2023 г. в то время как годовая инфляция составила почти 290% в итоге денег на работу крупнейшего университета страны хватило только до начала мая. Студенты вынуждены были заниматься с выключенным светом, отоплением и отключёнными в целях экономии лифтами. За неделю до проведения марша Милей в своем твиттере сообщил, что против манифестантов будет применен специальный полицейский протокол, который позволяет полиции использовать резиновые пули и слезоточивый газ, но день проведения университетского марша руководство страны не рискнуло использовать протокол против студентов и профессорского состава. 
"В Аргентине государственный университет рассматривается как одна из последних возможностей, социальный лифт для низшего и среднего класса страны, обедневшего после последовательных экономических кризисов и более чем десятилетия экономического застоя. Милей сохраняет высокую популярность, близкую к 50%, однако его нападение на государственный университет затронуло чувствительные нервы и вызвало беспрецедентное до сих пор сопротивление", - El País. 

## Факультеты
- Общий базовый курс (исп. Ciclo Básico Común) Данный курс должны закончить и успешно сдать все студенты перед зачислением на факультет по своей специальности. Для обучения на степень бакалавра нужно сдать 6 предметов: два общих для всех факультетов (научная мысль, история и власть), два общих для факультета и два по специальности. На прохождение общего базового курса дается три года, то есть достаточно сдавать два предмета в год для того, чтобы оставаться в статусе alumno regular (штатного ученика). Зачисление на курс дает иностранным студентам право на ВНЖ.
- Факультет психологии
- Факультет инжиниринга
- Факультет стоматологии
- Факультет биохимии и фармацевтики
- Факультет философии и литературы
- Факультет права
- Факультет медицины
- Факультет социологии
- Факультет ветеринарии
- Факультет агрономии
- Факультет экономики
- Факультет точных и естественных наук
- Факультет архитектуры, дизайна и урбанизма

## Инфраструктура
У университета нет централизованного кампуса. В 1960-х на севере Буэнос-Айреса началось строительство т. н. «Университетского городка» (исп. Ciudad Universitaria) на берегу Рио-де-Ла-Плата, но в нем на сегодняшний день расположены только два факультета (точных и естественных наук и архитектуры, дизайна и урбанизма), остальные же разбросаны по всей столице Аргентины.
Система библиотек и информации (исп. Sistema de Bibliotecas y de Información, SISBI), созданная в 1985 году, включает в себя 18 библиотек факультетов и других подразделений университета.

## Известные выпускники
С университетом связаны имена пяти нобелевских лауреатов (четырёх выпускников и одного преподавателя), что является рекордом для испаноязычных ВУЗов.
- Выпускники:
  - Сааведра Ламас, Карлос — Нобелевская премия мира, 1936
  - Усай, Бернардо Альберто — Нобелевская премия по физиологии или медицине, 1947
  - Лелуар, Луис Федерико — Нобелевская премия по химии, 1970
  - Мильштейн, Сесар — Нобелевская премия по физиологии или медицине, 1984
- Преподаватели:
  - Перес Эскивель, Адольфо — Нобелевская премия мира, 1980

- Карлос Сааведра Ламас
- Бернардо Альберто Усай
- Луис Федерико Лелуар
- Сесар Мильштейн
- Адольфо Перес Эскивель

Многие президенты Аргентины также были выпускниками этого университета.